# Bahia Cupica
Bahia Cupica är en flygplats i Colombia.   Den ligger i departementet Chocó, i den nordvästra delen av landet, 400 km nordväst om huvudstaden Bogotá. Bahia Cupica ligger 78 meter över havet.
Terrängen runt Bahia Cupica är lite kuperad. Havet är nära Bahia Cupica västerut. Runt Bahia Cupica är det mycket glesbefolkat, med 4 invånare per kvadratkilometer. Det finns inga samhällen i närheten. I omgivningarna runt Bahia Cupica växer i huvudsak städsegrön lövskog.